# Momchil Peak
Der Momchil Peak (englisch; bulgarisch Момчилов връх Momchil wrach) ist ein 620 m hoher und vereister Berg auf Greenwich Island im Archipel der Südlichen Shetlandinseln. Er ragt nördlich des Scherawna-Gletschers, 1,8 km nordöstlich des Razgrad Peak und 1,47 km nordwestlich des Viskyar Ridge in den Breznik Heights auf.
Bulgarische Wissenschaftler kartierten ihn im Zuge von Vermessungen der Tangra Mountains auf der benachbarten Livingston-Insel zwischen 2004 und 2005. Die bulgarische Kommission für Antarktische Geographische Namen benannte ihn 2005 nach der Stadt Momtschilgrad im Süden Bulgariens in Verbindung mit Momtschil (≈1305–1345), einem bulgarischen Raubritter und quasi-unabhängiger Herrscher in den Rhodopen während des Byzantinischen Bürgerkriegs (1341–1347).